# فرت کاب (اکلاهما)
فرت کاب(به انگلیسی: Fort Cobb) شهری در ایالت اکلاهما کشور ایالات متحده آمریکا است که جمعیت آن در سرشماری سال ۲۰۱۰ میلادی، ۶۳۴ نفر بوده‌است.